# Љиљана Јокић Каспар
Љиљана Јокић Каспар (Нови Сад, 1951 — Нови Сад, 2016) била је српска књижевница и драмски писац, колумнисткиња, ауторка многих телевизијских емисија културног, документарног и образовног програма РТВ-а.

## Биографија
Рођена је у Новом Саду 1951. године, где је дипломирала на Филозофском факултету, група Југословенска и општа књижевност. Од 1977. године, била је сарадник и новинар културне рубрике Глас омладине и Радио Новог Сада. Писала је телевизијску, филмску и позоришну критику. Од 1979. године, била је сарадник ТВ Нови Сад, као сценариста и аутор емисија културног, документарног и образовног програма, (портрети уметника, емисија о позоришту, и Културног магазина у периоду од 10 година) Била је један од аутора ТВ серије Рушилачки темељи итд. У периоду 1988-1991. године била је оперативни уредник и секретар часописа за културу и уметност ПОЉА у Новом Саду.
По потреби предавала је креативно писање (светска књижевност - проза 19 тог и 20 века) на Женским студијама М.М. Анштајн у Новом Саду.
Од 2000. до 2004. године била је уредник емисије „У сазвежђу књига” културно-уметничког програма ТВ Нови Сад. У истом периоду од 2000. до 2002. године ТВ критичар дневних новина Дневник и од 2003. до маја 2008. стални колумниста дневних новина Грађански лист у Новом Саду.
Од 2002. до 2003. године боравила у Берлину као стипендиста Akademu der Kunste и од 2003. до 2005. године била дописник Радио Берлина Radio multikulti.
Од стране скупштине Српског књижевног друштва из Београда именована je 2003. и 2004. године и била директор Међународне књижевне колоније писаца која се одржава под покровитељством Српског ПЕН центра, Министарства културе Србије и Покрајинског министарства за културу Војводине. Од 2006. године била је аутор Theater verlag Hofmann Paul – театра у Берлину.
Била је члан ДКВ –Друштво књижевника Војводине од 1993. године, СКД- Српског књижевног друштва из Београда од оснивања 2001. године и члан Независног друштва новинара Војводине и НУНС-а.
Умрла је 10. јула 2016. године Новом Саду.

## Збирке приповедака
- Ампула ноћног лептира – Матица српска 1981.
- Не пропусти никад трикове чаролије – Новопис (независни писци Новог Сада) Нови Сад, 1990
- Лилипутанци путују у XXI век – Новопис Нови Сад, 1993

## Романи
- Четири мале жене- Стубови културе, Београд 1996.[4] Премијерно изведена 2006. године у зрењаниском позоришту Тоша Јовановић
- Ћелави пси – Народна књига – Алфа, Београд 1998.
- – Дерета, Београд 2000.

## Антологије
- Откључана врата, приредио Давид Албахари-Матица српска Нови Сад, 1987.
- Господар прича, приредио Александар Јерков-“Република” Загреб, 1984.
- Форма али не о љубави, приредио Добривоје Станојевић,-Пегаз Београд 1985. Нова (постмодерна) српска фантастика приредио Сава Дамјанов СИЦ Београд 1994.
- Новосадске приче, приредио Ненад Шапоња, Стилос Нови Сад 2000

## Преводи
Њена проза је објављена и преведена на мађарски, македонски, бугарски, руски, украјински, румунски, енглески, немачки, словачки, македонски и италијански језик.
На универзитету у Торину проф. Mario Enrietti предаје српскохрватску књижевност и на примеру романа Ћелави пси.

## Драматизације
Године 1991. драматизација прозе Данила Киша изведена у Суботичком позоришту у режији Н. Кокотовић. Драматизација Мансарде Данила Киша изведена за Радио Нови Сад.

## Драме
- Болест Ивана Исаковича Волкова,
- Плес демона – 4 мале жене

## Радио драме
- Ципеле које саме ходају,
- Црвени контрабас,
- Узрок живота,